# Кемель (озеро)
Кемель — озеро на территории Муезерского городского поселения и Воломского сельского поселения Муезерского района Республики Карелии.

## Общие сведения
Площадь озера — 5,5 км², площадь водосборного бассейна — 105 км². Располагается на высоте 196,8 метров над уровнем моря.
Форма озера лопастная, продолговатая: оно вытянуто с северо-запада на юго-восток. Берега изрезанные, каменисто-песчаные, преимущественно возвышенные, местами заболоченные.
Через озеро протекает река Кемь, впадающая в реку Чирко-Кемь.
С южной стороны в Кемель впадает протока, вытекающая из озера Мошельярви.
В озере около трёх десятков безымянных островов различной площади, однако их количество может варьироваться в зависимости от уровня воды.
К северу от озера проходит просёлочная дорога.
Код объекта в государственном водном реестре — 02020000911102000005100.